# Subaru L-serie
Subaru L-serien (også kaldet Leone, L1800, DL, GL eller 4WD) var en lille mellemklassebil fra Subaru fremstillet mellem efteråret 1971 og midten af 1994.

## Modeller
Den første serie af Leone blev produceret fra oktober 1971 til juni 1979.
- Subaru Leone coupé (1971–1979)
- Subaru Leone stationcar (1971–1979)

Den anden serie kom på markedet i foråret 1980. Frem til midten af 1984 blev denne model solgt som 4WD 1600 eller 1800 (egentligt Leone II med motorkode EA81) i karrosserivarianterne 4-dørs sedan, 5-dørs stationcar og Turismo (3-dørs hatchback), markedsført som Swingback i Danmark . Sidstnævnte blev fortsat produceret frem til foråret 1985, hvor den blev afløst af L1800 Coupé.
- Subaru Leone II coupé
(1979–1984)
- Subaru 4WD sedan
(1979–1984)
- Subaru 4WD Station
(1979–1984)
- Subaru 4WD Turismo
(1979–1985)

Fra november 1984 solgtes en ny model som L-serie (egentligt Leone III med motorkode EA82) under navnet L1800. Stationcarudgaven af denne generation blev også solgt af Isuzu under navnet Isuzu Geminett II.
I USA blev bilen mellem 1971 og 1989 solgt som Subaru DL hhv. GL, og derefter fra 1990 til 1994 som Loyale. I Japan hed modellen Leone i hele sin levetid.
- Subaru L1800 coupé
(1985–1993)
- Bagfra
- Subaru L1800 stationcar
(1984–1993)
- Isuzu Geminett II
(1985–1993)

## Motor og drivlinje
L-serien var drevet af en vandkølet, firecylindret OHV-boksermotor med et slagvolume på 1769 cm³. På grund af forskellige udførelser af den samme motor (karburator eller elektronisk benzinindsprøjtning med eller uden katalysator) kunne effekten variere mellem 66 kW (90 hk) og 72 kW (98 hk). Der fandtes også en version med turboladet motor (type EA82T) med 100 kW (136 hk), som også blev benyttet i Subaru XT.
Gearkassen var enten manuel med fem gear eller automatisk med tre (fra 1988 fire) gear.
Firehjulstrækket kunne tilkobles enten med et håndtag eller med undertryk ved at trykke på en knap. Da der ikke var noget centerdifferentiale, kunne firehjulstrækket kun benyttes i terræn eller på glat underlag. Fra 1988 kunne først turbomodellerne fås med permanent firehjulstræk med fordelergearkasse i sedan og SuperStation eller en elektronisk 4-trins automatgearkasse med ACT4. Modeller med manuelt gear og permanent firehjulstræk havde en ekstra fordelergearkasse til terrænkørsel. Som ekstraudstyr kunne der ligeledes leveres et spærredifferentiale bagtil.
Derudover var turbomodellerne udstyret med luftaffjedring (ligesom Subaru XT) og med indvendigt ventilerede skivebremser på alle hjul. Øvrige modeller havde McPherson-fjederben fortil og bagtil, indvendigt ventilerede skivebremser på forhjulene og tromlebremser på baghjulene.
Alle modeller med manuelt gear var udstyret med bjergigangsætningsassistent.

## Udstyr
Udstyrsvarianterne DL, GL og Turbo kunne alle fås som coupé (Turismo), sedan og stationcar.
DL-modellen havde el-justerbare sidespejle og forlygtevaskere, men (bortset fra specialmodeller) ingen centrallås eller el-ruder.
Udstyrsvarianten GL havde desuden centrallås, el-ruder fortil og bagtil, veloursæder, højdejusterbart rat, delt bagsæde med nakkestøtter (stationcar) og i sedan og coupé efter ønske elektrisk soltag. Turbomodellen havde andet indtræk og semiskalsæder foran. Klimaanlæg kunne leveres som ekstraudstyr.
De normale stationcars uden højt tag havde DL-udstyr, mens stationcarsene med højt tag (SuperStation), sedan og Turismo havde GL-udstyr.
Bemærkelsesværdigt var det store statusdisplay i instrumentbrættet, hvor der blev vist grundlæggende informationer som f.eks. åbne døre, tændt (fjern)lys eller tilkoblet firehjulstræk.

## Efterfølger
Oprindeligt var Subaru Legacy planlagt som efterfølger for L-serien. Dog ændrede Subaru deres modelkoncept og gjorde Impreza til efterfølger i den lille mellemklasse, og positionerede Legacy som stor mellemklassebil.